# Lambdina textrinaria
Lambdina textrinaria är en fjärilsart som beskrevs av Augustus Radcliffe Grote och Robinson 1867. Lambdina textrinaria ingår i släktet Lambdina och familjen mätare. Inga underarter finns listade i Catalogue of Life.